# Ilpla
Koordinaten: 58° 17′ N, 22° 40′ O

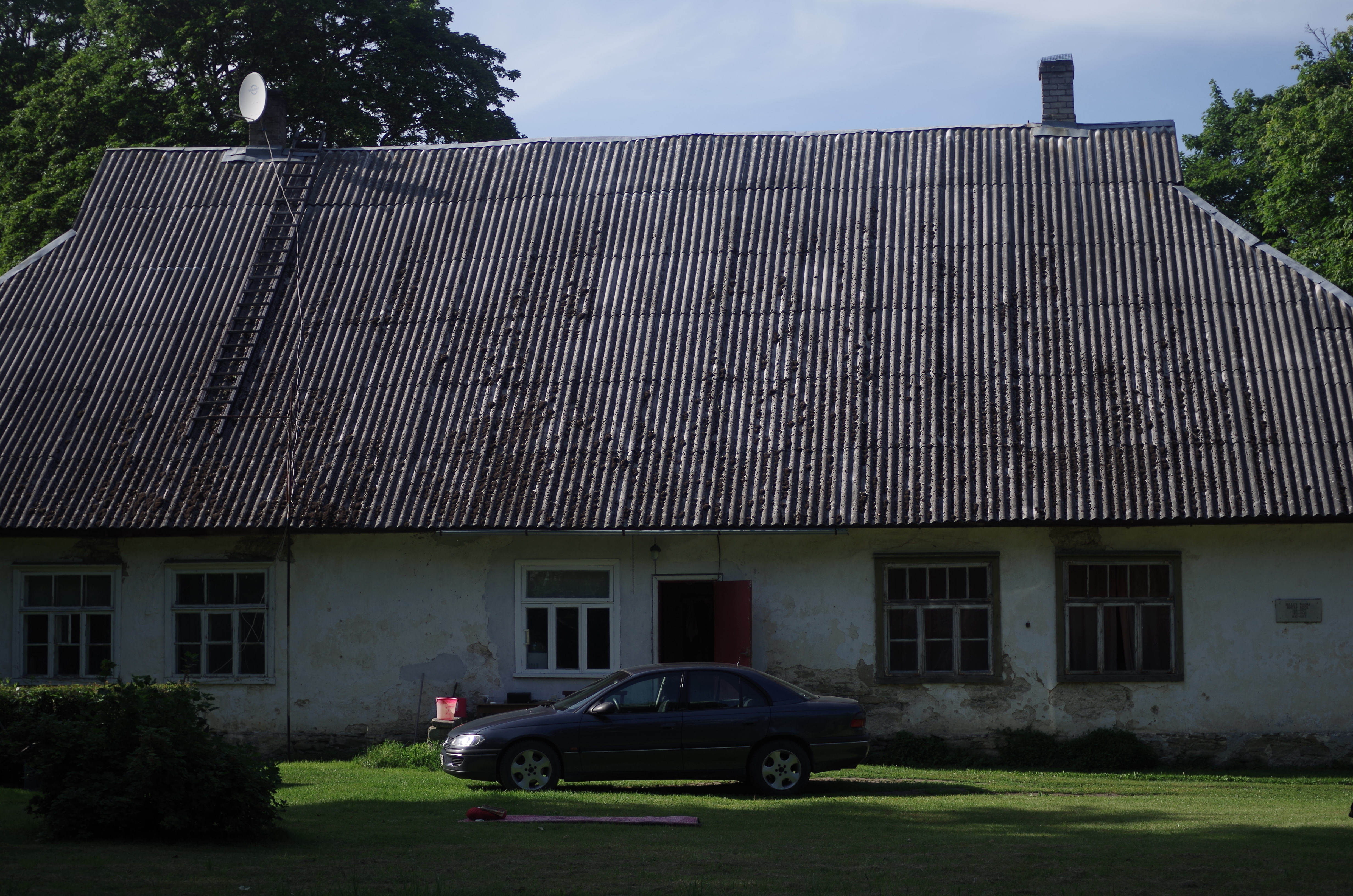
Historisches Herrenhaus des ehemaligen Guts

Ilpla (deutsch Ilpel) ist ein Dorf (estnisch küla) auf der größten estnischen Insel Saaremaa. Es gehört zur Landgemeinde Saaremaa (bis 2017: Landgemeinde Pihtla) im Kreis Saare.

## Einwohnerschaft und Lage
Das Dorf hat 61 Einwohner (Stand 31. Dezember 2011). Es liegt zehn Kilometer nordöstlich der Inselhauptstadt Kuressaare.

## Gut
Der Ort wurde erstmals im Jahr 1453 unter dem Namen Ylpel urkundlich erwähnt. Um die Mitte des 18. Jahrhunderts wurde das örtliche Gut auf vom Nordischen Krieg verwüsteten Land gegründet.
Nach der Enteignung im Zuge der estnischen Landreform war von 1919 bis 1940 in dem massiven, eingeschossigen Herrenhaus die Schule des Ortes untergebracht. Anschließend wurden darin Soldaten untergebracht. Heute ist das historische Gebäude als Wohnhaus in Privatbesitz.